# Bartosz Dudek
Bartosz Dudek (ur. 23 sierpnia 1991 w Płocku) – polski piłkarz ręczny, bramkarz, zawodnik MMTS-u Kwidzyn.
Z Wisłą Płock trzykrotnie zdobył mistrzostwo Polski juniorów (2008; 2009; 2010 –  wybrany najlepszym bramkarzem turnieju finałowego w Puławach). W latach 2010–2012 grał w pierwszym zespole płockiego klubu, zdobywając z nim w sezonie 2010/2011 mistrzostwo Polski. Następnie był zawodnikiem Siódemki Miedź Legnica i Zagłębia Lubin. W 2014 przeszedł do MMTS-u Kwidzyn. W sezonie 2016/2017 wypożyczony był do Mebli Wójcik Elbląg, następnie wrócił do MMTS-u.
Występował w juniorskiej i młodzieżowej reprezentacji Polski.